# Clemens-Heinrich Graf von Kageneck
Clemens-Heinrich Graf von Kageneck (17 de outubro de 1913 - 18 de março de 2005) foi um oficial alemão que serviu no Deutsches Heer durante a Segunda Guerra Mundial. Foi condecorado com a Cruz de Cavaleiro da Cruz de Ferro com Folhas de Carvalho.

## Condecorações
| Cruz de Ferro (1939) 2ª Classe                                   | 26 de setembro de 1939 |
| Cruz de Ferro (1939) 1ª Classe                                   | 3 de julho de 1941     |
| Distintivo de Feridos em Preto                                   |                        |
| Distintivo de Feridos em Prata                                   |                        |
| Medalha da Frente Oriental                                       |                        |
| Cruz Germânica em Ouro                                           | 28 de novembro de 1942 |
| Cruz de Cavaleiro da Cruz de Ferro                               | 4 de agosto de 1943    |
| Cruz de Cavaleiro da Cruz de Ferro com Folhas de Carvalho nº 513 | 26 de junho de 1944    |